# Ammopolia nigra
Ammopolia nigra là một loài bướm đêm trong họ Noctuidae.